# Albert Marie Justin Van den Born
Albert Marie Justin Van den Born (Sint-Lambrechts-Herk, Hasselt, 15 augustus 1915 – Tongeren, 21 oktober 1980) was een Belgische organist, beiaardier en componist.
Hij kreeg zijn opleiding aan het Lemmensinstituut te Leuven en de Beiraardschool te Mechelen. Hij werd organist van de Onze-Lieve-Vrouwbasiliek te Tongeren, werd aldaar ook stadsbeiaardier (beide 1942-1980; opvolger werd Mathieu Lenaerts) en leider van het Tongers Gemengd Koor (Basilicakoor), maar bespeelde ook voor een kortere periode het klokkenspel van de Sint-Pauluskathedraal in Luik, dat aan verval leed. Ten slotte trad hij ook wel in Nederland op. Voorts was hij leraar piano en orgel aan het Stedelijk Conservatorium Hasselt en de Vrije Technische School aldaar. In Tongeren richtte hij in 1957 de Tongerse Basilica Concerten op.
Enkele werken van deze vergeten componist zijn
- Oorzaak onzer blijdschap (oratorium)
- Bevrijdingscantate (1945, cantate); voor solisten, kinderkoor, gemengd koor en orkest; 350 musici waren ingeschakeld
- Heiligverklaring van de heilige Montfort (cantate)
- twee missen voor gemengd koor, orkest en orgel
- liederen waaronder het Tongerens Lieve-Vrouwlied
- werken voor beiaard waaronder Adeste fidelis met variaties.

Zijn archief is in het bezit van het stadsarchief Tongeren.